# Болдуин (округ, Алабама)
Бо́лдуин (англ. Baldwin County) — округ в штате Алабама, США. Население по переписи 2020 года — 231 767 человек. Административный центр — Бей-Минетт.
Официально образован в 1809 году.

## География
По данным Бюро переписи США, общая площадь округа равняется 5251 км², из которых 4118 км² составляет суша и 1133 км² — водные объекты (21,58 %).
Находится в южной части штата. Расположен в пределах примексиканской низменности. Южная часть округа простирается вдоль Мексиканского залива. Река Тенсо образует его западную границу и впоследствии впадает в залив Бон-Секур. Межштатные автомагистрали I-10 и I-65, проходящие с востока на запад и с севера на юг соответственно, являются основными транспортными путями. В округе функционируют четыре муниципальных аэропорта.

### Климат
Для округа характерен влажный субтропический морской климат, на который сильное влияние оказывают погодные условия в Мексиканском заливе. Жаркие и влажные летние месяцы смягчаются прохладными южными бризами. Сильные ветры и обильные осадки, вызванные ураганами, наблюдаются преимущественно летом и осенью. Зима мягкая, снегопады очень редки.
| Показатель                    | Янв. | Фев. | Март | Апр. | Май | Июнь | Июль | Авг. | Сен. | Окт. | Нояб. | Дек. | Год  |
| ----------------------------- | ---- | ---- | ---- | ---- | --- | ---- | ---- | ---- | ---- | ---- | ----- | ---- | ---- |
| Абсолютный максимум, °C       | 23   | 23   | 27   | 28   | 32  | 35   | 35   | 35   | 35   | 30   | 26    | 22   | 29   |
| Средний суточный максимум, °C | 16   | 18   | 21   | 25   | 29  | 32   | 33   | 33   | 31   | 26   | 21    | 17   | 25   |
| Средняя температура, °C       | 11   | 12   | 15   | 19   | 23  | 26   | 27   | 27   | 25   | 20   | 15    | 11   | 19   |
| Средний суточный минимум, °C  | 5    | 6    | 9    | 13   | 17  | 21   | 22   | 22   | 20   | 14   | 8     | 5    | 13   |
| Абсолютный минимум, °C        | −2   | 1    | 5    | 10   | 14  | 19   | 20   | 20   | 17   | 8    | 4     | 1    | 10   |
| Норма осадков, мм             | 122  | 127  | 156  | 119  | 115 | 137  | 188  | 157  | 148  | 85   | 95    | 125  | 1572 |
| Источник: НЦЭИ                |      |      |      |      |     |      |      |      |      |      |       |      |      |

### Памятники природы
- Национальный заповедник дикой природы Бон-Секур[англ.] (основная часть)[11]

## История
Регион первоначально населяли представители миссисипской культуры. В 1519 году территория возле залива Мобил привлекла внимание испанских конкистадоров. С XVI—XVIII веков территория нынешнего округа переходила под контроль испанцев, французов и англичан, пока не стала частью Соединённых Штатов.
Образован актом законодательного собрания территории Миссисипи 21 декабря 1809 года. На рубеже XIX века регион являлся центром столкновений между криками и поселенцами, кульминацией которых стала резня в Форт-Мимсе в августе 1813 года, в результате которой было убито более 250 человек. Во время Гражданской войны конфедераты разрабатывали залежи соли, расположенные вдоль Мексиканского залива. Форт-Морган, построенный в 1834 году, стал местом ожесточенного сражения в августе 1864 года, в котором корабли Союза под командованием адмирала Дэвида Фаррагута вошли в бухту залива, чтобы отрезать войска Конфедерации. Броненосец «USS Tecumseh» был потоплен на мине во время боевых действий в Мобиле. В апреле 1865 года деревня Блейкли стала местом последнего сухопутного сражения Гражданской войны: около 1500 солдат Союза и 400 солдат Конфедерации были убиты или ранены всего через несколько дней после того, как генерал Роберт Эдвард Ли сдался Улиссу Гранту.
В конце XIX и начале XX века округ привлекал итальянских, немецких, греческих и восточноевропейских поселенцев. В ноябре 1894 года журналист Эрнест Берри Гастон и 28 других поселенцев основали общину Фэрхоп. В 1907 году Мариетта Джонсон основала прогрессивную школу органического образования. В 1901 году чикагский бизнесмен Джон Бертон Фоули приобрёл около 50 000 акров земли и построил железнодорожную станцию, где сейчас расположен музей. Во время Второй мировой войны населённый пункт Пойнт-Клир являлся местом дислокации командования морской пехоты. Здесь же проводилась программа обучения экипажей технического обслуживания ВВС армии США.

## Население
По переписи населения 2020 года в округе проживало 231 767 жителей. Плотность населения — 56,28 чел. на один квадратный километр. Расовый состав населения: белые — 80,47 %, чёрные или афроамериканцы — 7,77 %, испаноязычные или латиноамериканцы — 5,47 % и представители других рас — 6,29 %.

## Орган власти
Округ Болдуин управляется специальной комиссией, подконтрольной законодательному собранию штата. Состоит из четырёх представителей. Выборы проходят раз в четыре года.

## Экономика
По данным переписи 2020 года, средний годичный доход домохозяйства составляет 61 756 долларов, что на 18,68 % выше среднего уровня по штату и на 4,98 % ниже среднего по стране.
Ведущими производственными компаниями в округе являются «UTC Aerospace Systems» (аэрокосмическая сфера) и «Standard Furniture» (мебель), в которых трудится 830 и 650 человек соответственно. По состоянию на май 2022 года, уровень безработицы в округе составил 2,2 %.

## Образование
Система образования округа насчитывают 44 школы (24 — начальных, 20 — средних), а также 22 детских сада. Общее число учащихся общеобразовательных учреждений — 30 210.

## Достопримечательности
- Зоопарк Галф-Кост[англ.][26]
- Центр искусств Ориндж-Бич[26]
- Коттон-Байю — пляжная зона парка Галф[англ.][26]
- Галф-Шорс[англ.] — главный общественный пляж округа[26]
- Государственный исторический парк Блэкли[англ.][26]
- Муниципальный пирс Фэрхопа (для посещения требуется разрешения властей)[26]
- Государственный парк Галф[англ.][26]